# Bita (Rumunia)
Bita (węg. Bita) – wieś w Rumunii, w okręgu Covasna, w gminie Reci. W 2011 roku liczyła 285 mieszkańców.